# 田口正博
田口 正博（たぐち まさひろ、1951年-）は日本の歯科医師。開業医。日本歯内療法学会元会長。感染予防等の分野で知られる。

## 経歴
1976年日本歯科大学卒業、1978年に東京都にて開業。2010年より日本歯内療法学会会長。

## 著作
- 田口正博『やればできる！やらねばならぬ！歯科領域の院内感染予防対策 歯科医療従事者へのSuggestion21』クインテッセンス出版、2017年5月10日。ISBN 978-4-7812-0557-1。
- 田口正博 著「6章 消毒薬・含嗽剤 2.歯科診療室で使用されている消毒薬」、佐々木次郎、柬理十三雄 監修 椎木一雄、天笠光雄、金子明寛、佐野公人、浅田洸一 編『歯科におけるくすりの使い方 2007-2010』デンタルダイヤモンド社、2006年12月1日。ISBN 978-4885101052。
- 田口正博『歯科医療における院内感染予防への第一歩 できるところから始めよう』クインテッセンス出版、2005年8月10日。ISBN 9784874178690。 NCID BA74150240。
- 可児徳子、末高武彦、石井拓男、大原里子、本多丘人、石津恵津子、岡田眞人、川口陽子、田口正博、三宅達郎、江面晃、興地隆史、神原正樹、平田幸夫、森下真行、大内章嗣、尾﨑哲則、新庄文明 著、可児徳子、末高武彦 編『新社会歯科学』医歯薬出版、2005年2月25日。ISBN 978-4-263-45581-4。 NCID BA72056999。
- アメリカ合衆国国立疾病対策センター『歯科医療現場における感染制御のためのCDCガイドライン』訳 田口正博、西原達次、吉田俊介 監訳小林寛伊、メディカ出版、2004年8月。ISBN 978-4-8404-1140-0。 NCID BA69268161。
- 田口正博『チェアーサイドのインフェクションコントロールガイドブック 歯科における院内感染予防対策』デンタルダイヤモンド社、1999年9月1日。ISBN 978-4-88510-095-6。 NCID BA43020320。
- 田口正博『歯内療法における滅菌と消毒の実際』第一歯科出版、1997年11月。ISBN 4924858161。 NCID BA33478333。
- 田口正博『院内感染予防の実際-歯科診療室における滅菌と消毒-』第一歯科出版、1993年4月。ISBN 4924858072。 NCID BN09009702。

## 所属団体
- 日本歯内療法学会 元会長[2]指導医[3]、専門医[4]
- 日本小児歯科学会 専門医[5]
- 日本歯科保存学会 歯の保存治療専門医[6]
- 日本環境感染学会 評議員[7]
- 日本口腔感染症学会 評議員[8]
- 日本歯科審美学会[9]
- 国際歯科学士会 フェロー[9]
- ICD制度協議会 インフェクションコントロールドクター[9]
- 日本防菌防黴学会[9]
- 日本感染症学会[9]
- アメリカ歯内療法学会 Active Member[9]
- 日本アロマ環境協会 アロマテラピー・アドバイザー[9]